# Redholme

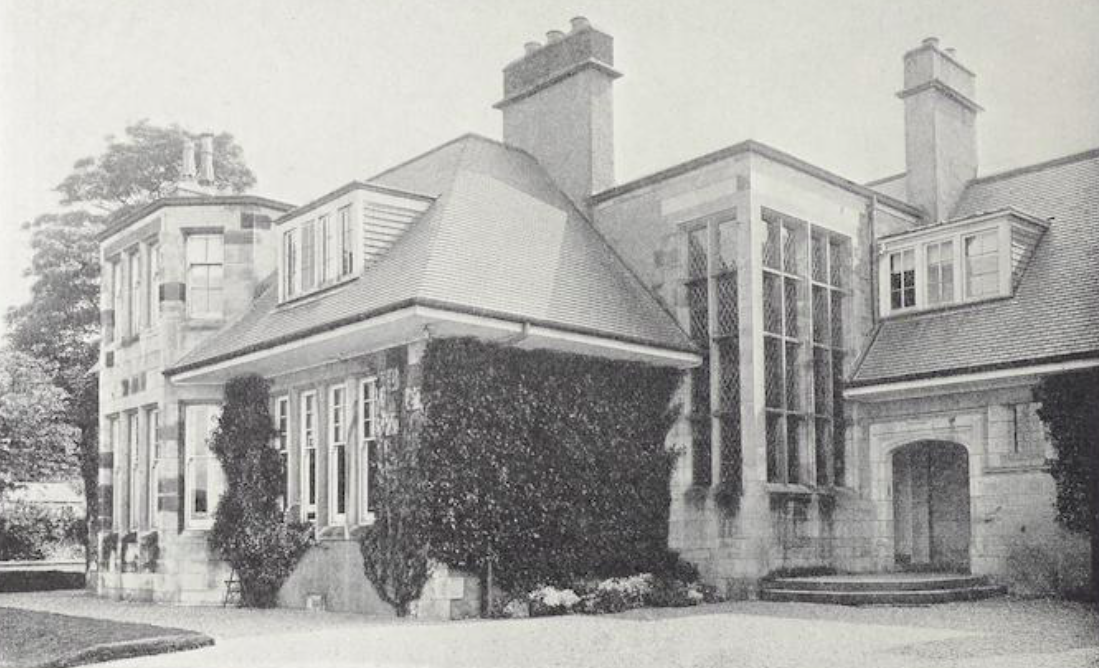
Redholme um 1914

Redholme ist der Name einer Villa in der schottischen Stadt Campbeltown auf der Halbinsel Kintyre in der Council Area Argyll and Bute. Das Gebäude befindet sich am Südostrand des Küstenortes oberhalb der Bucht Campbeltown Loch. 1996 wurde Redholme in die schottischen Denkmallisten in der höchsten Kategorie A aufgenommen.

## Beschreibung
Die asymmetrisch aufgebaute Villa wurde 1896 erbaut. Als Architekt war Henry E. Clifford für die Planung verantwortlich. Wie zahlreiche Villen aus dieser Zeit weist sie stilistische Merkmale der Arts-and-Crafts-Bewegung auf. Die Architektur scheint von den Bauwerken Edwin Lutyens und Charles Voyseys beeinflusst zu sein. Das einstöckige Gebäude besitzt ein ausgebautes Dachgeschoss mit Flachdachgauben, die aus dem mit roten Tonziegeln gedeckten Walmdach hervortreten. Auf der linken Seite der Vorderfront befindet sich eine zweistöckige Auslucht. Rückwärtig geht ein einstöckiger Wirtschaftsflügel nach rechts ab. Die Fassaden Redholmes sind mit Rauputz verputzt. Die Gebäudekanten sind mit Ecksteinen aus Sandstein abgesetzt. Die Umfriedungsmauer besteht aus Bruchstein. Die am rechten Grundstücksrand an der Kilkerran Road befindliche Einfahrt ist mit einem zweiflügeligen Holztor verschlossen. Die runden Pfeiler schließen mit gewölbten Endsteinen ab.